# Zondoma
O Zondoma é uma província de Burkina Faso localizada na região Norte. Sua capital é a cidade de Gourcy.

## Departamentos

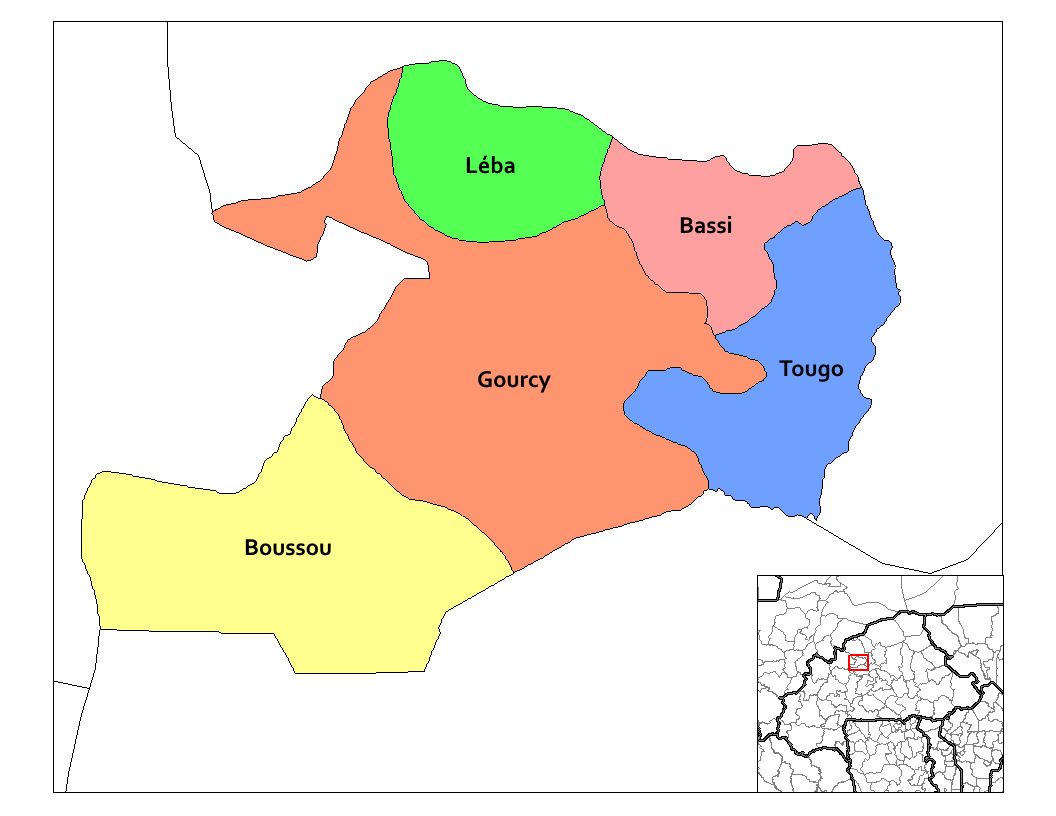
Localização dos diversos departamentos da província do Zondoma, Burkina Faso

A província do Zondoma está dividida em cinco departamentos:
- Bassi
- Boussou
- Gourcy
- Léba
- Tougo